# Bodo Rudwaleit
Bodo Rudwaleit (Woltersdorf, 3 agosto 1957) è un allenatore di calcio ed ex calciatore tedesco, di ruolo portiere.

## Carriera
Cresciuto nelle giovanili della Dinamo Berlino, in cui entrò nel 1969, esordì in prima squadra nel 1977. Rudwaleit difese i pali del club della capitale fino al 1990, vincendo dieci campionati consecutivi tra il 1979 e il 1988 e due coppe nazionali nel 1988 e nel 1989. Ritiratosi dal calcio professionistico nel 1993 dopo una stagione all'Eisenhüttenstädter Stahl e due al Tennis Borussia Berlino, concluse definitivamente la sua carriera dopo aver giocato alcuni anni in club amatoriali. Dopo il ritiro definitivo dal calcio giocato, nel 2004 Rudwaleit fu assunto alla Dinamo Berlino, come preparatore dei portieri, incarico che detiene tuttora. Rudwaleit ha inoltre assunto, nel 2005, l'incarico di allenatore ad interim della squadra.
Punto fermo della nazionale tedesca orientale, fu inizialmente convocato in Under-21 (in cui totalizzò 21 presenze vincendo il Campionato Europeo di categoria nel 1978) per poi passare, nel 1979, in prima squadra. Rudwaleit difese la porta della squadra fino al 1988, totalizzando 33 presenze e ottenendo una medaglia d'argento alle Olimpiadi del 1980.

## Palmarès

### Club

#### Competizioni nazionali
- Campionato tedesco orientale: 10

1978-79, 1979-80, 1980-81, 1981-82, 1982-83, 1983-84, 1984-85, 1985-86, 1986-87, 1987-88
- Coppa della Germania Est: 2

1987-88, 1988-89
- DFV-Supercup: 1

1989

### Nazionale
- Argento olimpico: 1

Mosca 1980